# Ahlibeyrichia
Ahlibeyrichia is een geslacht van uitgestorven kreeftachtigen uit de klasse van de Ostracoda (mosselkreeftjes).

## Soort
- Ahlibeyrichia ahlintelensis Schallreuter & Schaefer, 1988 †